# スクワーク・オン・ザ・ストリート
『スクワーク・オン・ザ・ストリート』（Squawk on the Street）は、アメリカCNBCが制作・放送しているビジネスニュース番組。
2005年12月18日放送開始。アメリカ東部時間の9:00 - 10:00の1時間番組。
放送時間はニューヨーク証券取引所、NASDAQ、シカゴ商品先物取引所の取引は東部時間の午前9時30分に始まる。この番組は開始前後の重要な時間をニューヨーク証券取引所から生中継で放送する。そのため、日本でも日経CNBCを通じて視聴可能である（後半30分のみ・日本時間平日 23:30 - 24:00 （アメリカのサマータイム期間中は平日 22:30 - 23:00）、日本語同時通訳・英語の2か国語放送）。
アンカーは3時間の生放送『スクワークボックス』を長年担当していたマーク・ヘインズが担当。つまるところ、スピンオフ作品とも言える。デビット・フェイバーは両番組にリポーターとして出演している。
この番組の特徴として「Eye on the Floor」がある。番組開始前の2005年10月から始まっている。これまで取引時間中のニューヨーク証券取引所の立会所に記者は入れていたが、カメラマンは入れず、2階にある各局ブースのカメラから伝えていた（時間外は可能だった）。それが念願叶って立会所にカメラクルーが入ることが許可された。トレーダーのインタビューなど生の声を伝えている。